# 桜山八幡宮
桜山八幡宮（さくらやまはちまんぐう）（正字は櫻山八幡宮）は、岐阜県高山市にある神社である。秋の例祭は、春の日枝神社の例祭とともに高山祭として知られ、国の重要無形民俗文化財に指定されている。
八幡大神（応神天皇）を主祭神とし、相殿に熱田大神（日本武尊命）・香椎大神（仲哀天皇・神功皇后）を祀る。

## 歴史
仁徳天皇65年、飛騨国に二つの顔を持つ宿儺（すくな）という賊が現れ、それを討伐するために派遣された和珥氏の祖・難波根子武振熊命が戦勝祈願のために先代の応神天皇を祀ったのに始まると伝える。また、聖武天皇が諸国に設けた護国八幡だという説もある。
江戸時代に金森氏が当地の領主となったとき氏神として当社を保護し、宮川以北の住民を氏子とした。
明治時代に八幡神社に改称し、昭和７年に県社になる。桜山八幡宮の名は戦後からという。

## 施設
境内に高山祭屋台会館があり、秋の高山祭に実際に曳き出される屋台が通年展示されている。

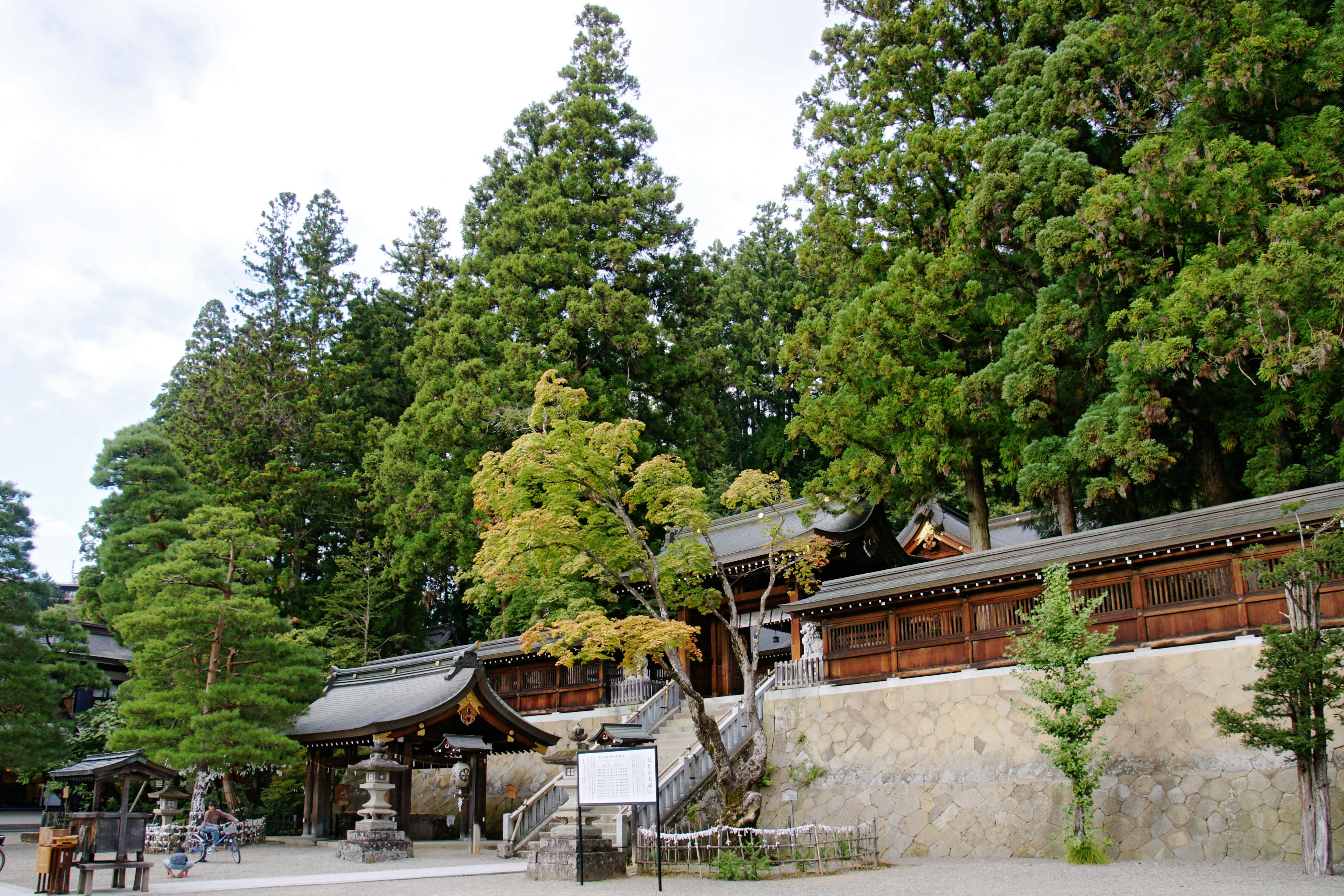
神門前
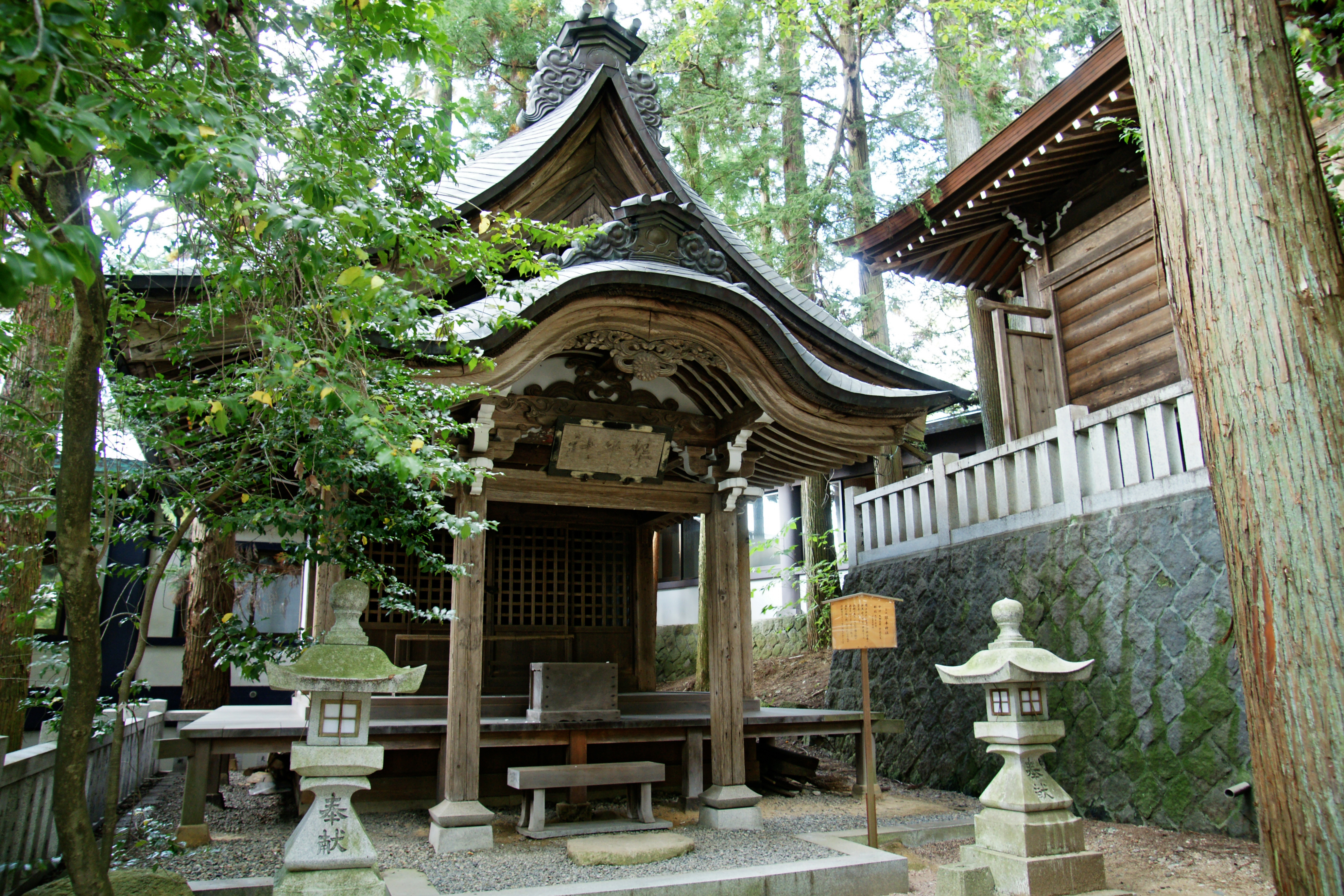
琴平神社
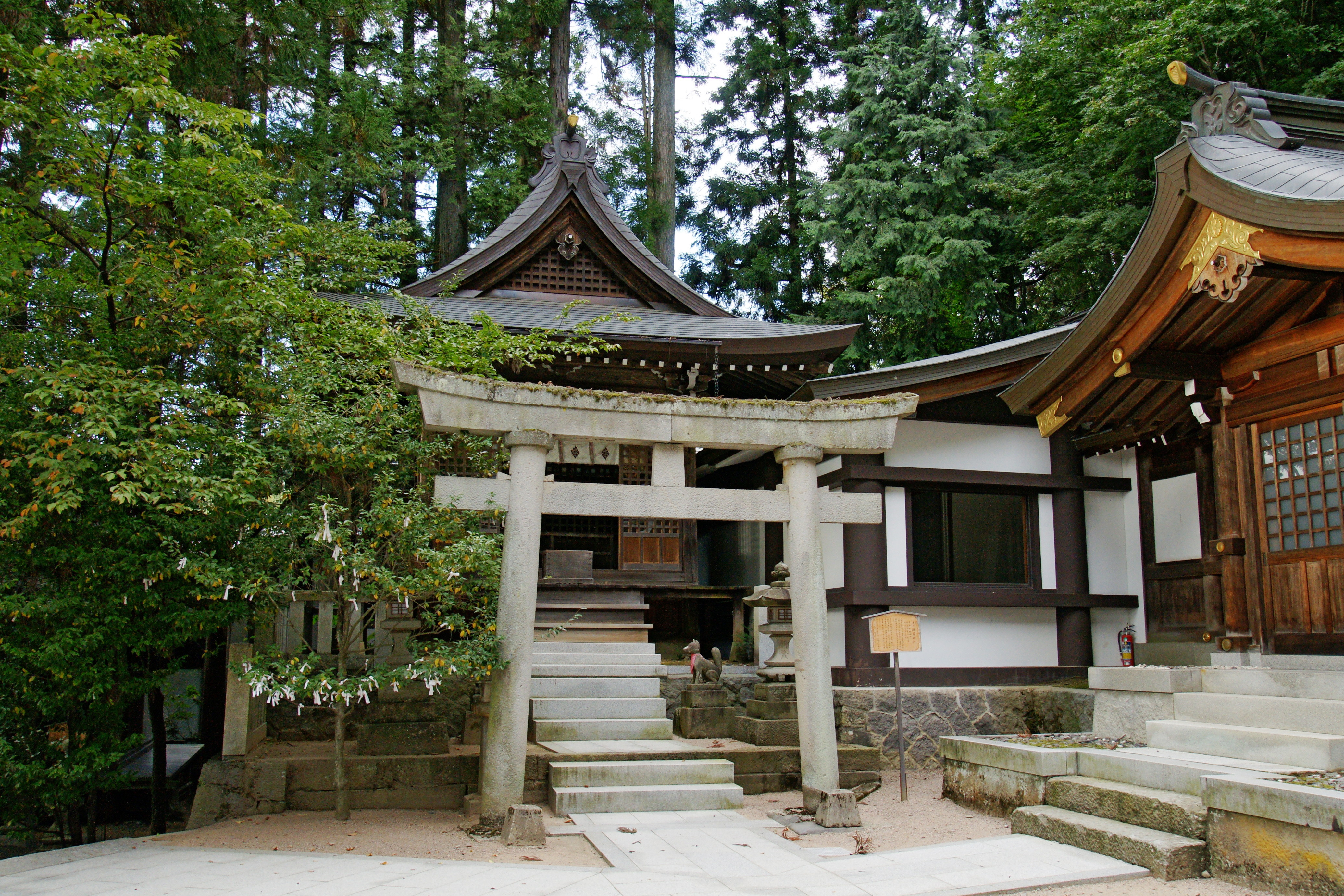
稲荷神社
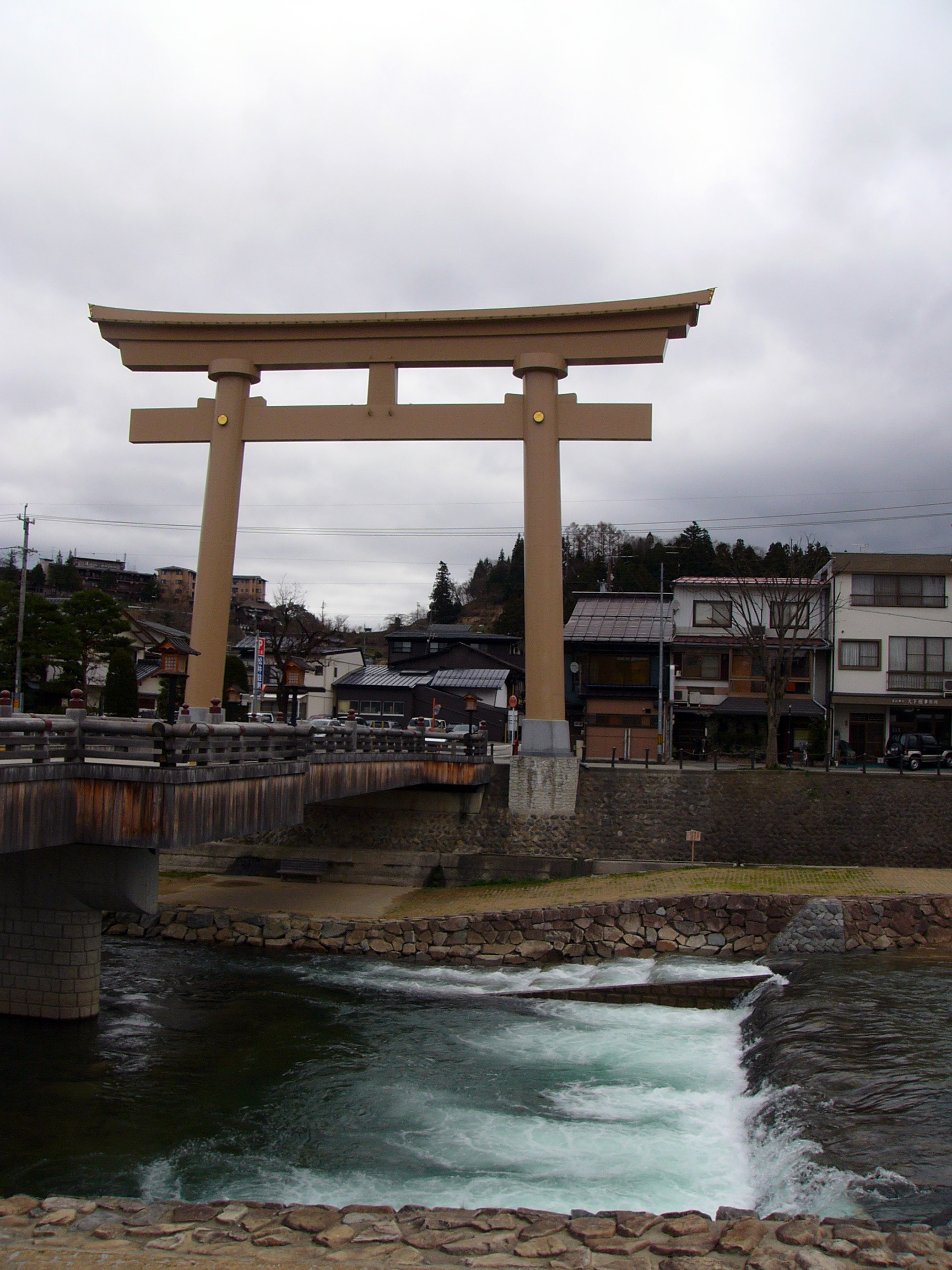
大鳥居
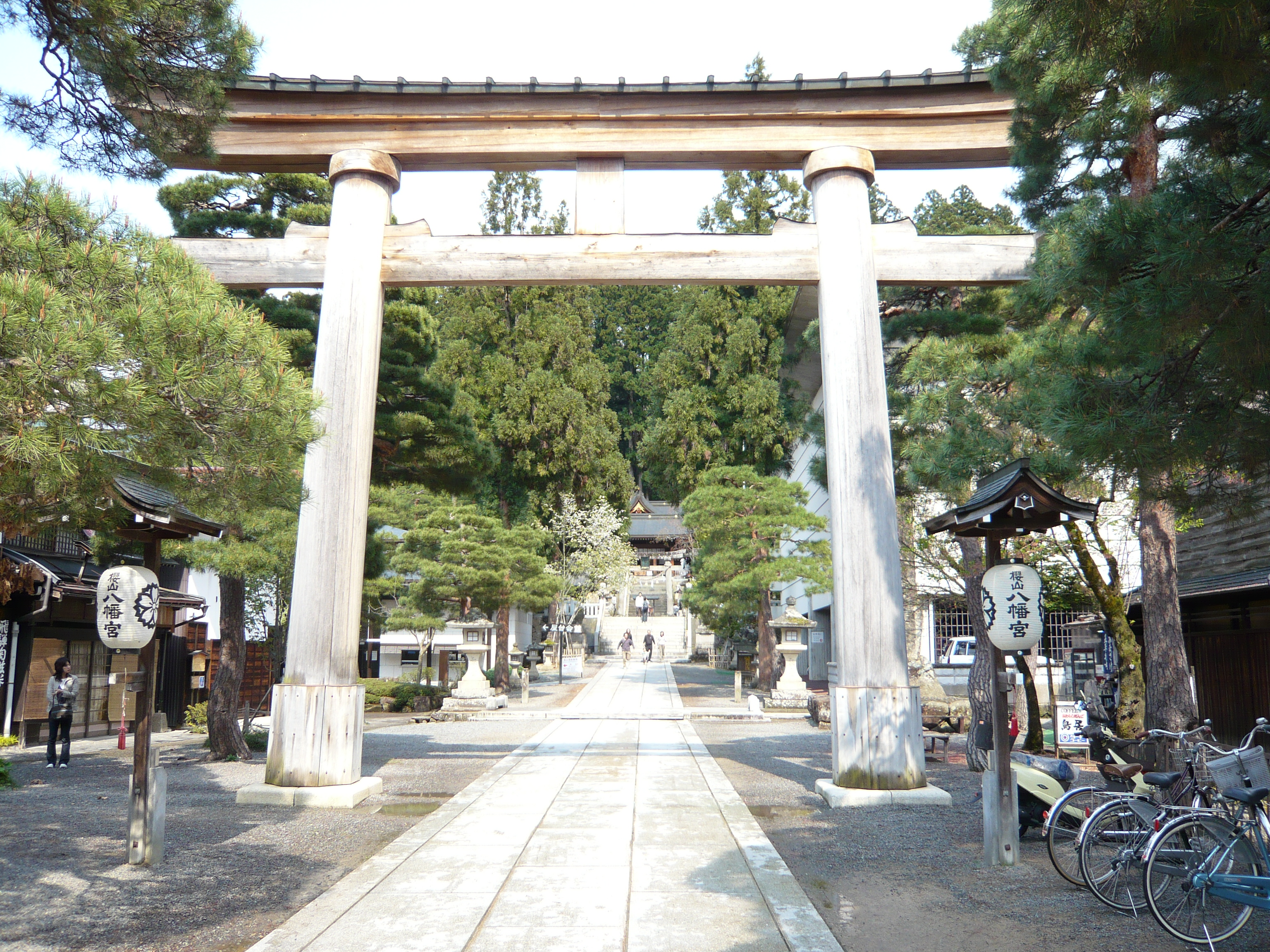
一の鳥居

## 境内社
- 秋葉神社
祭神・火結神
- 天満神社
祭神・菅原道真公
- 稲荷神社
祭神・倉稲霊神、猿田彦神、松尾神
- 琴平神社
祭神・大物主神、崇徳天皇、大己貴神、少名彦名神
- 照前神社
祭神・浪速根子武振熊命

## 文化財
- 高山祭の屋台行事（国の重要無形民俗文化財）[1]
- 八幡宮御輿及び御輿庫（市指定有形民俗文化財）[2]